# Wölferbütt
Wölferbütt là một đô thị trong huyện Wartburg ở bang Thüringen, Đức. Đô thị này có diện tích 4,6 km². Dân số thời điểm 31 tháng 12 năm 2006 là 426 người.